# Julian Chela-Flores
Prof. Julian Chela-Flores (Caracas, 13 giugno 1942) è un fisico e astrofisico venezuelano.

## Biografia

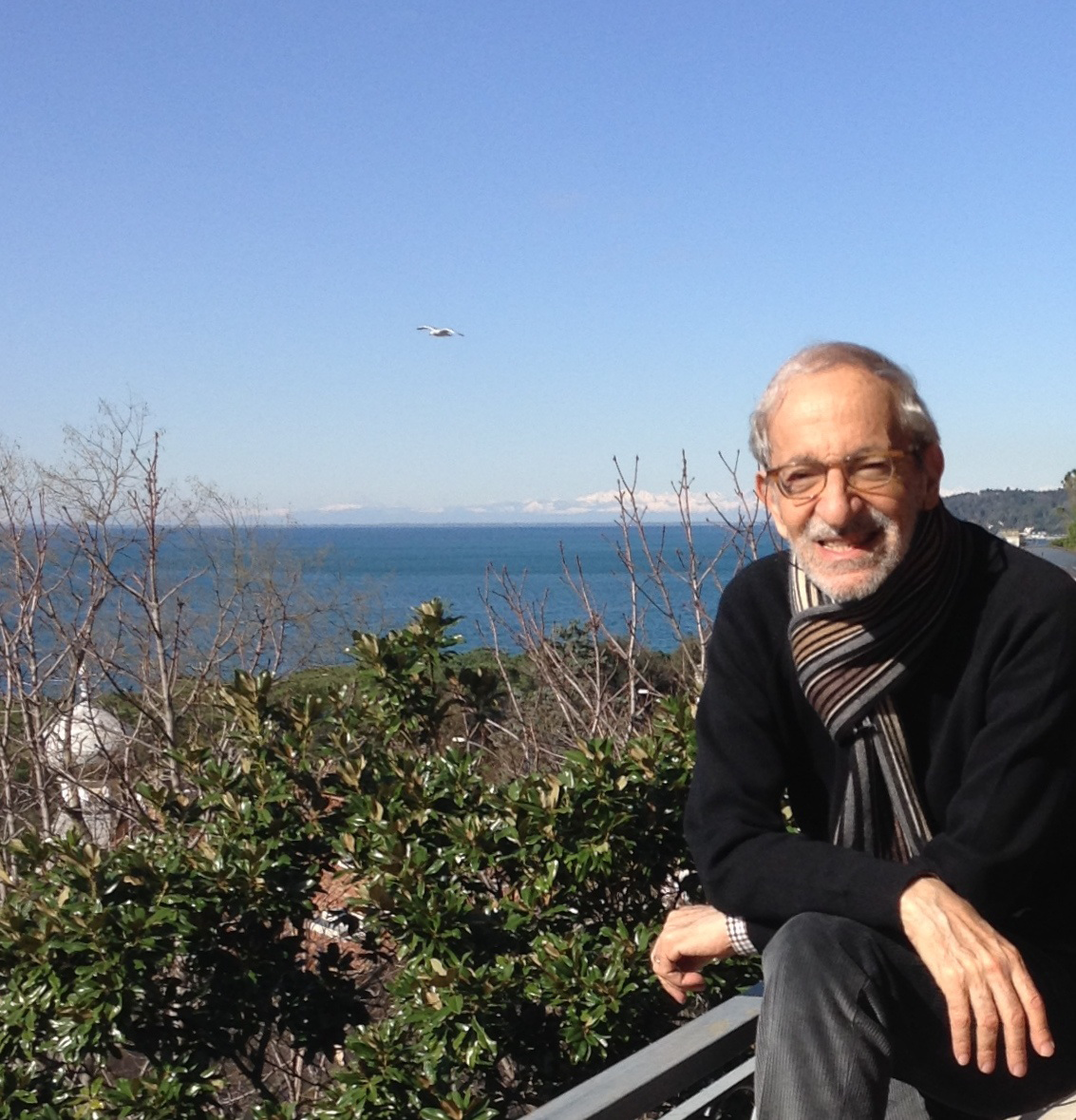
Julian Chela-Flores2

È nato a Caracas, da genitori venezuelani di origine libanese.
Il padre, matematico, esperto in teoria dei numeri, ha incoraggiato i suoi studi scientifici, mentre la madre orienta il suo interesse verso le scienze umane. Ha vissuto in Inghilterra, dove ha studiato presso l'Università di Londra, conseguendo il PhD, nel 1969, in meccanica quantistica. Il suo campo di ricerca è l'astrobiologia, ossia l'origine, evoluzione, distribuzione e destino della vita nell'universo.
Dal 1971 al 1990 svolge continuativamente attività accademica, specialmente di ricerca sia presso il Centro di Fisica, Istituto Venezuelano per la Ricerca Scientifica,  che al Dipartimento di Fisica, Università Simón Bolívar, ambedue nella sua città natale. All'Istituto di Studi Avanzati  è Professore Titolare ad honorem.  Dal 1994 è membro associato all'Istituto di Studi Avanzati di Dublino, il DIAS.
Dal 1990 è scienziato in residenza presso il Centro internazionale di fisica teorica Abdus Salam in Trieste, dove continua le sue ricerche come Visiting Scientist. Ha organizzato sette conferenze internazionali sull'evoluzione chimica e l'origine della vita nell'universo, sia all'ICTP che all'IDEA, ed è stato condirettore della Scuola Iberoamericana di Astrobiologia a Caracas.

## Opere
- Ponnamperuma, C. and Chela-Flores, J. (eds.). (1993). Chemical Evolution: Origin of Life A. Deepak Publishing, Vol. 135, Hampton, Virginia, USA. ISBN 9780937194317.
- Chela-Flores, J., M. Chadha, A. Negron-Mendoza, and T. Oshima (eds.). (1995). Chemical Evolution: Self-Organization of the Macromolecules of Life (A Cyril Ponnamperuma Festschrift.) A. Deepak Publishing, Vol. 139, Hampton, Virginia, USA. ISBN 9780937194324.
- Ponnamperuma, C. and Chela-Flores, J. (eds.). (1995). Chemical Evolution: The Structure and Model of the First Cell.  Kluwer Academic Publishers: Dordrecht, The Netherlands. ISBN 0792335627.
- Chela-Flores, J. and Raulin, F. (eds.). (1996). Chemical Evolution: Physics of the Origin and Evolution of Life (The Cyril Ponnamperuma Memorial Conference). Kluwer Academic Publishers: Dordrecht, The Netherlands. ISBN 0792341112.
- Chela-Flores, J. and Raulin, F. (eds.). (1998). Exobiology: Matter, Energy, and Information in the Origin and Evolution of Life in the Universe.  Kluwer Academic Publishers: Dordrecht, The Netherlands. ISBN 079235172X.
- Chela-Flores, J., Lemarchand, G.A. and Oro, J. (eds.). (2000). Astrobiology: Origins from the Big Bang to Civilisation. Kluwer Academic Publishers: Dordrecht, The Netherlands. ISBN 0792365879.
- Chela-Flores, J. (2001). The New Science of Astrobiology From Genesis of the Living Cell to Evolution of Intelligent Behavior in the Universe. Kluwer Academic Publishers: Dordrecht, The Netherlands (279 pp.). ISBN 1402022298.
- Chela-Flores, J, Owen, T. and Raulin, F. (eds.). (2001). The First Steps of Life in the Universe. Kluwer Academic Publishers: Dordrecht, The Netherlands. ISBN 1402000774.
- Seckbach, J., Chela-Flores, J., Owen, T., Raulin, F. (eds.) (2004). Life in the Universe From the Miller Experiment to the Search for Life on Other Worlds Series: Cellular Origin, Life in Extreme Habitats and Astrobiology, Vol. 7, Springer: Dordrecht, The Netherlands 387 pp. Softcover ISBN 1402030932.
- Chela-Flores, J. (2004). The New Science of Astrobiology From Genesis of the Living Cell to Evolution of Intelligent Behavior in the Universe. Series: Cellular Origin, Life in Extreme Habitats and Astrobiology, Band 3 Kluwer Academic Publishers: Dordrecht, The Netherlands, 251 p. Softcover edition of the 2001 book, ISBN 1402022298.
- Chela-Flores, J. (2009). A second Genesis: Stepping-stones towards the intelligibility of nature. World Scientific Publishers, Singapore, 248 pp. ISBN 9812835032.
- Chela-Flores, J. (2011). The Science of Astrobiology A Personal Point of View on Learning to Read the Book of Life (Second Edition). Book series: Cellular Origin, Life in Extreme Habitats and Astrobiology, Springer: Dordrecht, The Netherlands.

## Video
Nell'iTunes U
- 3,8 miliardi di anni fa. (Anche in spagnolo ed inglese.)
- Alla ricerca delle nostre origini nel polvere delle stelle: Viaggi immaginari nel cosmos e verso il nostro passato.  (Anche in spagnolo ed inglese.)

Nell ICTP PIO YouTube
- A search for our origins in star dust: Imaginary journeys in the cosmos and into our past (8 minutes).
- La búsqueda de nuestros orígenes en el polvo de las estrellas: Viajes imaginarios en el cosmos y hacia nuestro pasado (8 minutos).